# Invection
Invection ist eine US-amerikanische Thrash-Metal-Band aus Oakland, Kalifornien, die 2007 gegründet wurde.

## Geschichte
Die Band wurde im frühen Sommer des Jahres 2007 gegründet und bestand aus vier Highschool-Freunden. Die Gruppe begann mit den Proben, die anfangs noch wechselnd in den Garagen der jeweiligen Mitglieder stattfanden. Etwas später verlegte sie die Proben in die Soundwave Studios in West Oakland, die sie mit der Band Antagony teilten. Der Gitarristen- und Sänger-Posten änderte sich mehrfach, woraufhin die Besetzung aus fünf Mitgliedern bestand: dem Sänger Nick Hooshmand, den Gitarristen Rory und Andrew Kubiak, dem Bassisten Andy Lindquist und dem Schlagzeuger John Haag. Daraufhin erschien die EP World Plague, die in den Colorblind Studios in Concord aufgenommen worden war. Die EP wurde auf Shows verteilt und an interessierte Leute per Post verschickt. Im Sommer 2008 verließ Rory die Besetzung. Da ein Studio für September bereits gebucht war, nahm die Gruppe zu viert das Demo Incarcerate auf, das zwei Lieder enthält. Das eine Lied war bereits vor längerer Zeit geschrieben worden, während das andere neu war. Kurz nach den Aufnahmen kam Jeremy Power als Ersatz für Rory dazu. Ende 2008 folgten weitere Konzerte. Anfang Dezember stieg Lindquist aus, woraufhin Powers Freund Joe Esteban den Bass spielte. Nach weiteren Proben und Konzerten trennte sich die Gruppe Ende 2008/Anfang 2009 von ihrem Sänger Nick Hooshmand, woraufhin Kubiak zusätzlich den Gesang übernahm. Kurz vor den Aufnahmen der nächsten EP verließ Jeremy Power die Gruppe, um sich anderen musikalischen Interessen widmen zu können. Daraufhin wurde die EP Demented Perception in den Sharkbite Studios in Oakland aufgenommen. Der Tonträger enthält sechs Lieder, wobei Alex Winkley, ein Freund der Band, an der E-Gitarre in den Liedern Two Faced Lie und Invection aushalf. Kurz nach den Aufnahmen entschied sich auch Joe Esteban die Band zu verlassen. Durch die Veröffentlichung konnte die Band ihre Bekanntheit erheblich steigern, während Drew Gage als Gitarrist dazustieß und sich der Bassist Andy Lindquist entschied zur Band zurückzukehren. Durch die EP wurde Stormspell Records auf die Band aufmerksam, worüber Demented Perception wiederveröffentlicht wurde. Im Dezember wurde die EP Derealization aufgenommen, die vier Songs enthält, wodurch die Band ihre Bekanntheit noch steigern konnte. Im Sommer 2010 begann Invection mit den Arbeiten zu ihrem Debütalbum. Das Album wurde im August innerhalb von drei Wochen im Studio SQ und in den Panda Studios aufgenommen. Das Album erschien im Jahr 2011 unter dem Namen Facet of Aberration bei Stormspell Records, die zuvor u. a. schon Alben von Amulance, Immaculate und Space Eater veröffentlicht hatten.

## Stil
Scott Alisoglu von Blabbermouth.net schrieb in seiner Rezension zu Facet of Aberration, dass hierauf Thrash Metal zu hören ist, der sich stark an den Old-School-Vertretern orientiere. Auf dem Album sei die Gruppe nun kompakter und eingängiger als zuvor, während die Songs besser strukturiert seien. Die Gruppe erinnere oft an Slayer oder auch Demiricous, wobei die Gruppe Gangshouts verwende und auch Shouts einsetze, die an Tom Araya erinnern würden. Manos Xanthakis von metal-temple.com gab in seiner Rezension zum Album an, dass die Band aggressiven, energiegeladenen und schnellen Thrash Metal spielt. Sie orientiere sich vor allem an den europäischen sowie den San-Francisco-Bay-Area-Vertretern der 1980er Jahre. Namentlich seien dies etwa Exodus, Megadeth, frühe Metallica und Kreator. Auch Xanthakis hob hervor, dass Kubiaks Gesang eine große Ähnlichkeit mit dem von Tom Araya, vor allem dem der Slayer-Alben Divine Intervention und Undisputed Attitude, habe. Durch die große Ähnlichkeit fehle es dem Gesang an Originalität und Charakter. Insgesamt sei die Veröffentlichung mit den Slayer-Alben Hell Awaits und Reign in Blood oder Handle with Care und Game Over von Nuclear Assault vergleichbar. Das Schlagzeugspiel sei geprägt durch Geschwindigkeit und Groove.

## Diskografie
- 2008: Demo 2008 (Demo, Eigenveröffentlichung)
- 2008: World Plague (EP, Eigenveröffentlichung)
- 2008: Incarcerate (Demo, Eigenveröffentlichung)
- 2009: Demented Perception (EP, Eigenveröffentlichung)
- 2010: Derealization (EP, Eigenveröffentlichung)
- 2011: Facet of Aberration (Album, Stormspell Records)